# Gomesa recurva
Gomesa recurva är en orkidéart som beskrevs av Robert Brown. Gomesa recurva ingår i släktet Gomesa och familjen orkidéer. Inga underarter finns listade i Catalogue of Life.

## Bildgalleri

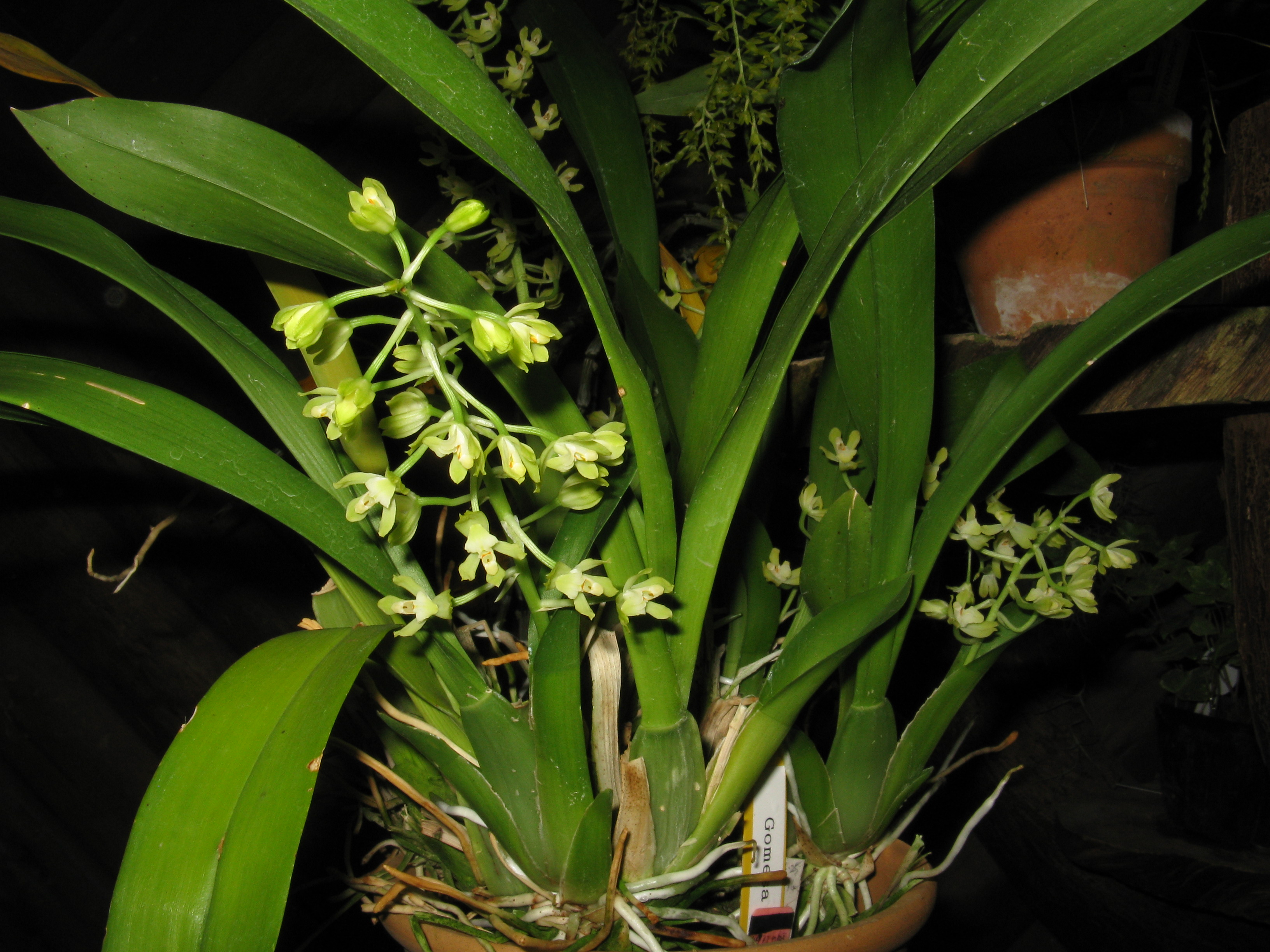
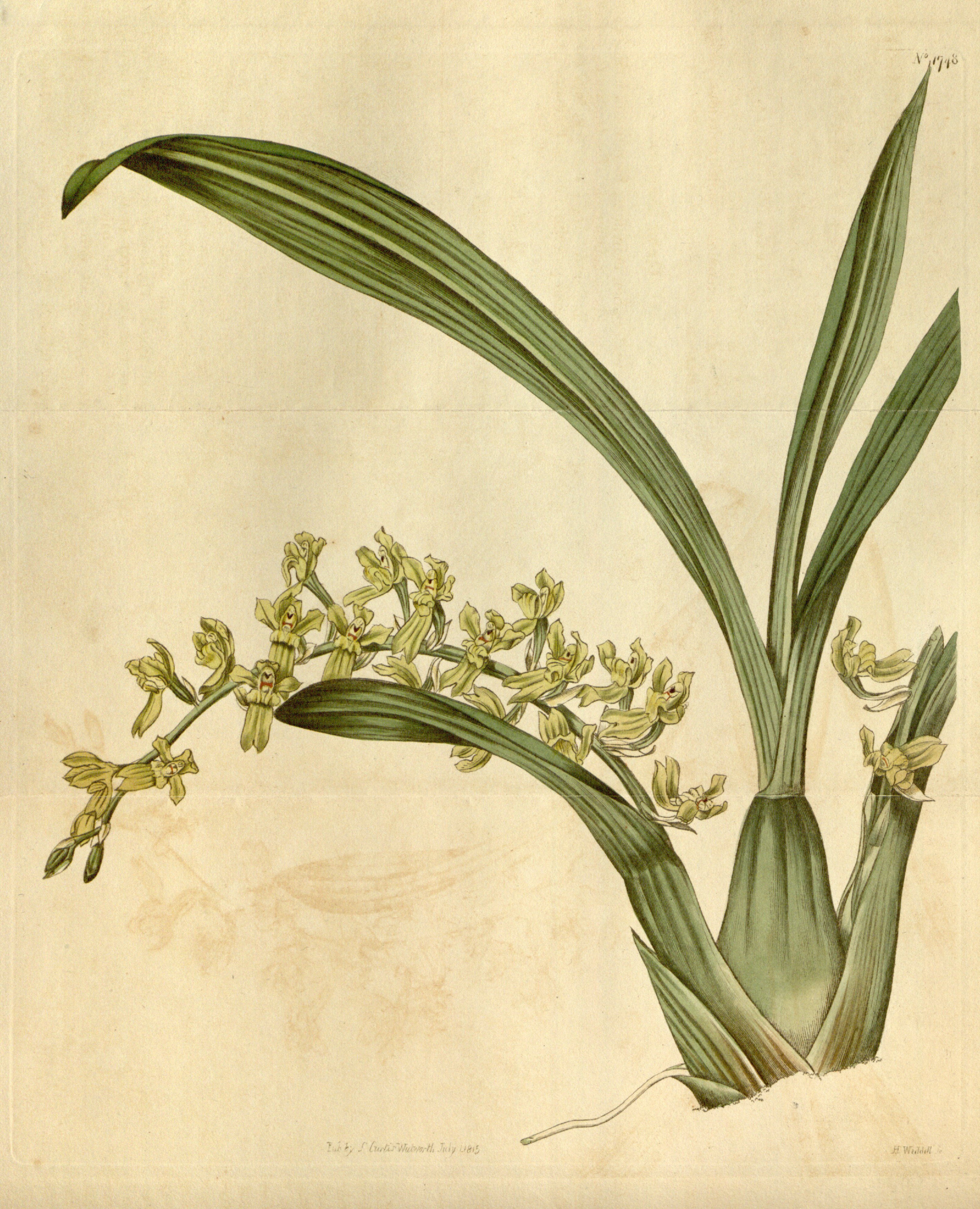
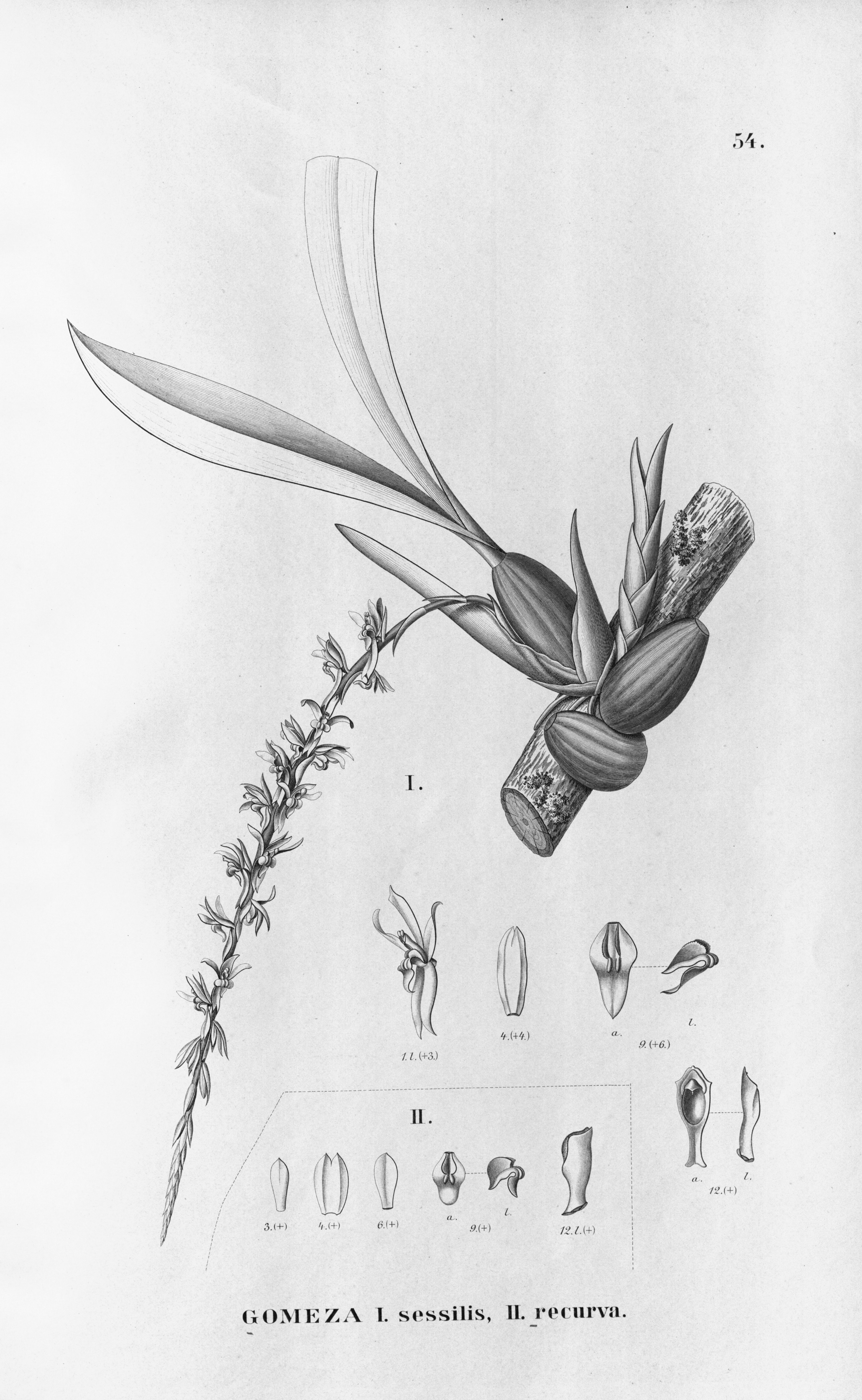
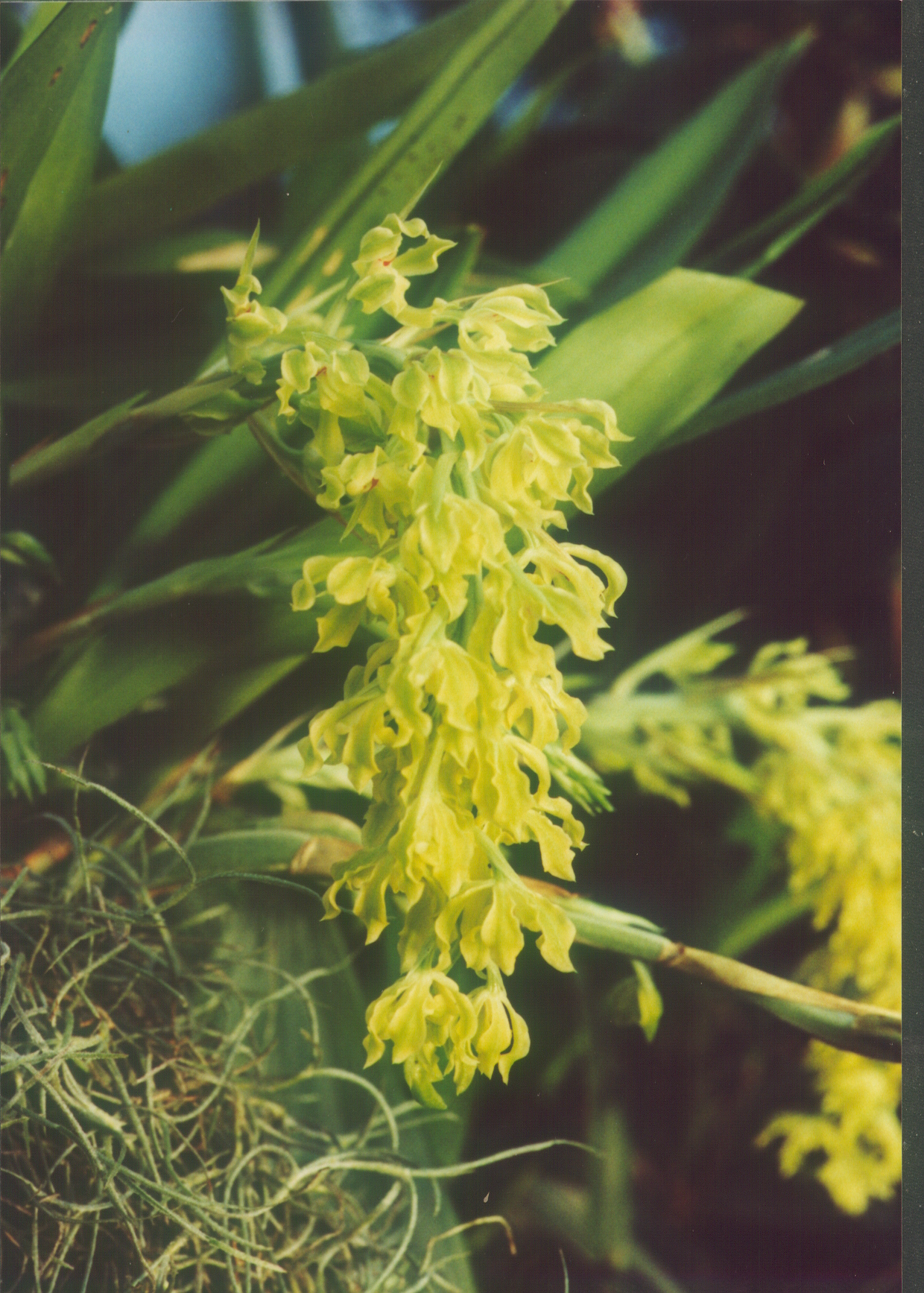